# Родин, Михаил Михайлович
Михаил Михайлович Ро́дин (род. 26 апреля 1982 года) — российский популяризатор истории, историк по образованию, тележурналист, автор документальных фильмов, радиоведущий. Автор и ведущий программы «Родина слонов» на радио «Говорит Москва», а также автор одноимённого блога. Автор интернет-журнала Proshloe, организатор всероссийского конкурса «Битва Истфаков». Лектор фестиваля «Учёные против мифов». Главный редактор интернет-журнала «Ратоборцы». Эксперт программы РБК-тренды. В 2017, 2018, 2020 годах авторская программа «Родина слонов» номинировалась на премию «За верность науке» в номинации «Лучшая радиопрограмма о науке».

## Биография
В 2004 году закончил исторический факультет Самарского государственного университета и начал работу на телевидении.
В 2015—2021 годах на радио «Говорит Москва» выходила авторская программа Михаила Родина, посвящённая исторической науке, под названием «Родина слонов». С одной стороны, название обыгрывает фамилию ведущего, с другой — отсылает к известному выражению, критикуя искажения истории в политических интересах.
В 2021 году написал открытое письмо президенту Российской Федерации против «Закона о просветительской деятельности». Письмо было опубликовано в газете «Троицкий вариант — Наука». Это привело к конфликту с редактором радио «Говорит Москва» и к закрытию передачи. Программа продолжает выходить в независимом формате.
С 2021 года программа продолжается в онлайн формате.
В феврале 2022 года подписал открытое письмо российских учёных и научных журналистов с осуждением вторжения России на Украину и призывом вывести российские войска с украинской территории.

## Взгляды
По словам Родина: «Мы уже забыли, что история — это не только интересная, но ещё и достаточно строгая наука, дело больших профессионалов. Это наука, подкреплённая физическими, химическими и математическими методами, а не шуточками и измышлениями профанов. Причём, многие недавние открытия историков поражают воображение. Но, как и в любой серьёзной науке, они не разрушают картину мира, а дополняют её».